# Sloup se sochou svatého Josefa s Ježíškem (Barchov)
Barokní socha svatého Josefa s Ježíškem se nalézá v centru obce Barchov v okrese Hradec Králové u rybníka Tahounek, naproti domu čp. 7. Barokní sousoší pocházející z období po roce 1725 je chráněno od  22. května 2006 jako kulturní památka ČR. Národní památkový ústav toto sousoší uvádí v katalogu památek pod rejstříkovým číslem ÚSKP 101857. Sousoší bylo restaurováno v roce 2005.

## Popis
Pískovcová barokní socha představuje světce stojícího na trojdílném kamenném podstavci s lehce vypouklým čelem a je zdoben rostlinnými motivy. Na čelní straně pod římsou je reliéf představující alianční znak donátorů (majitelů zdejšího zámku). Světec je znázorněn jako prostovlasý vousatý muž v haleně s přehozeným pláštěm, který v náručí na pravé ruce drží malého Ježíška. 

## Galerie

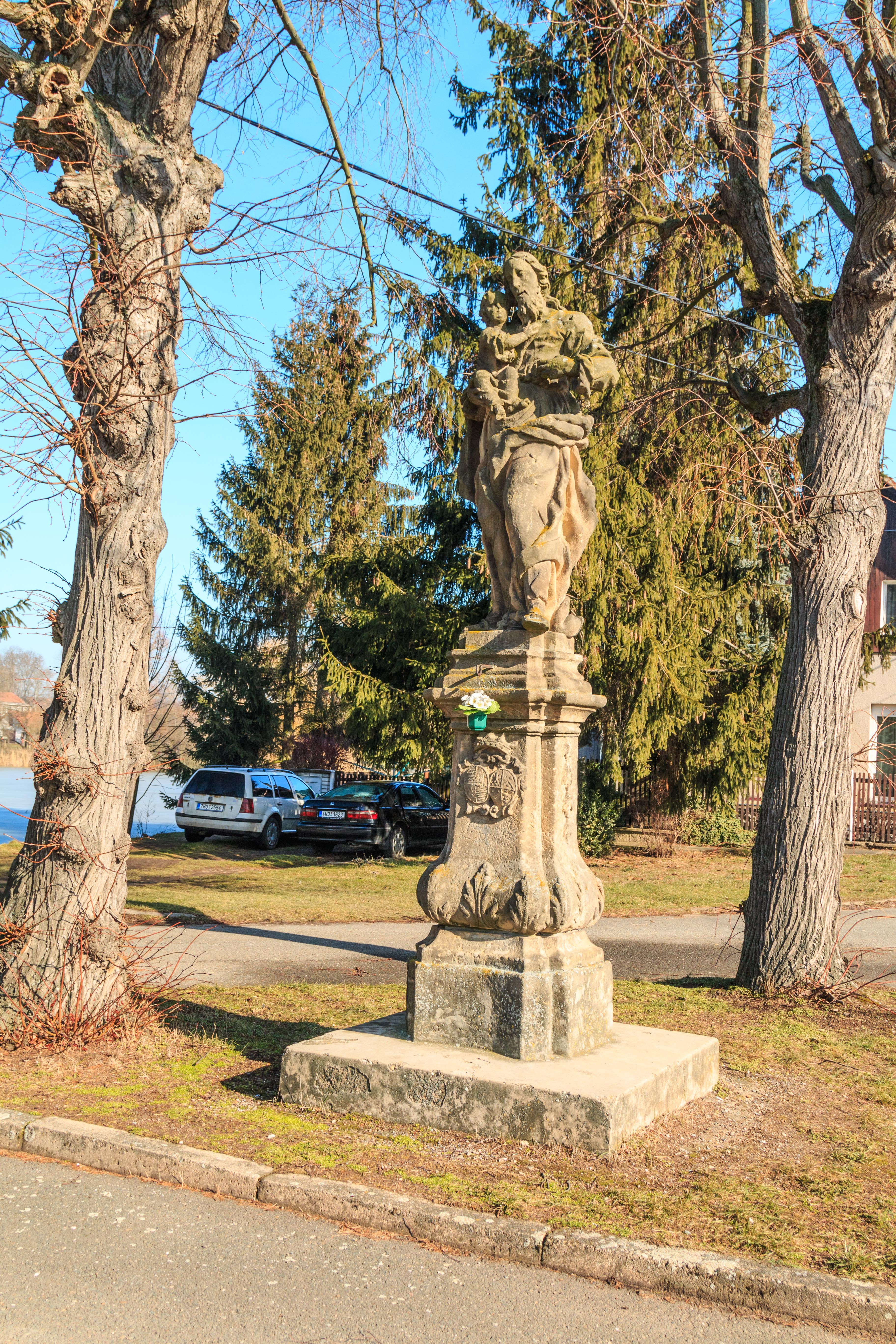
Sloup se sochou svatého Josefa s Ježíškem v Barchově
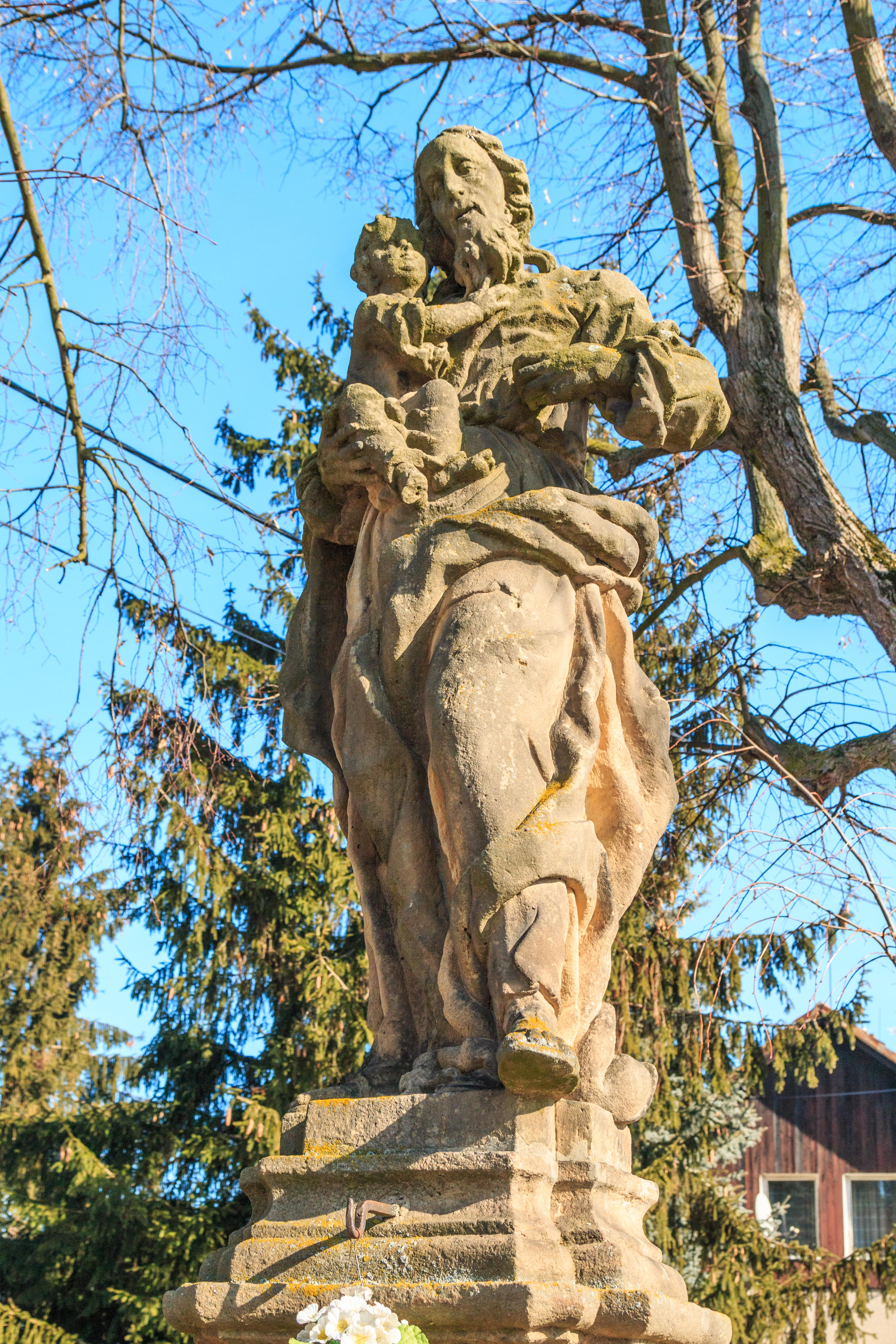
Sloup se sochou svatého Josefa s Ježíškem v Barchově
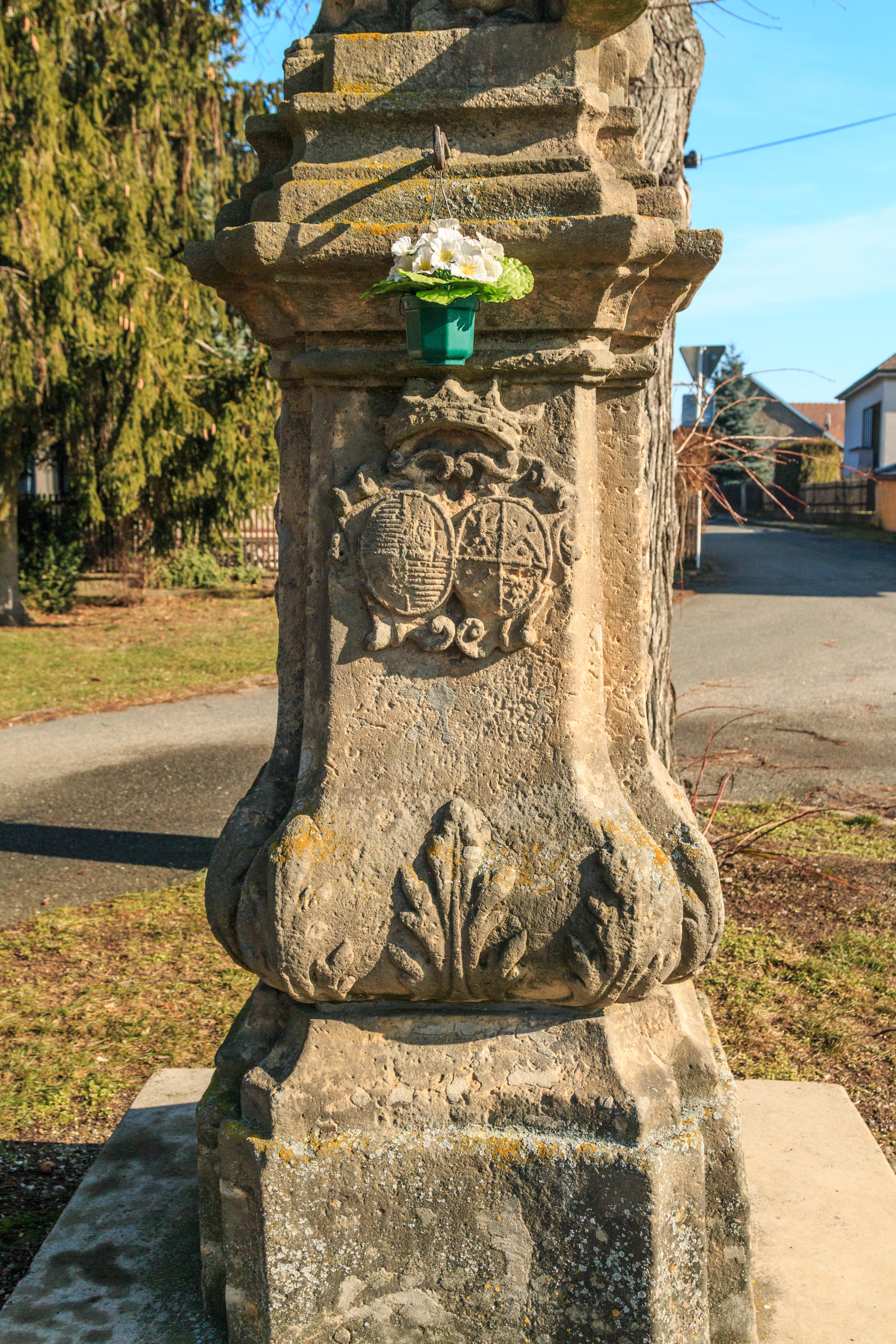
Sloup se sochou svatého Josefa s Ježíškem v Barchově
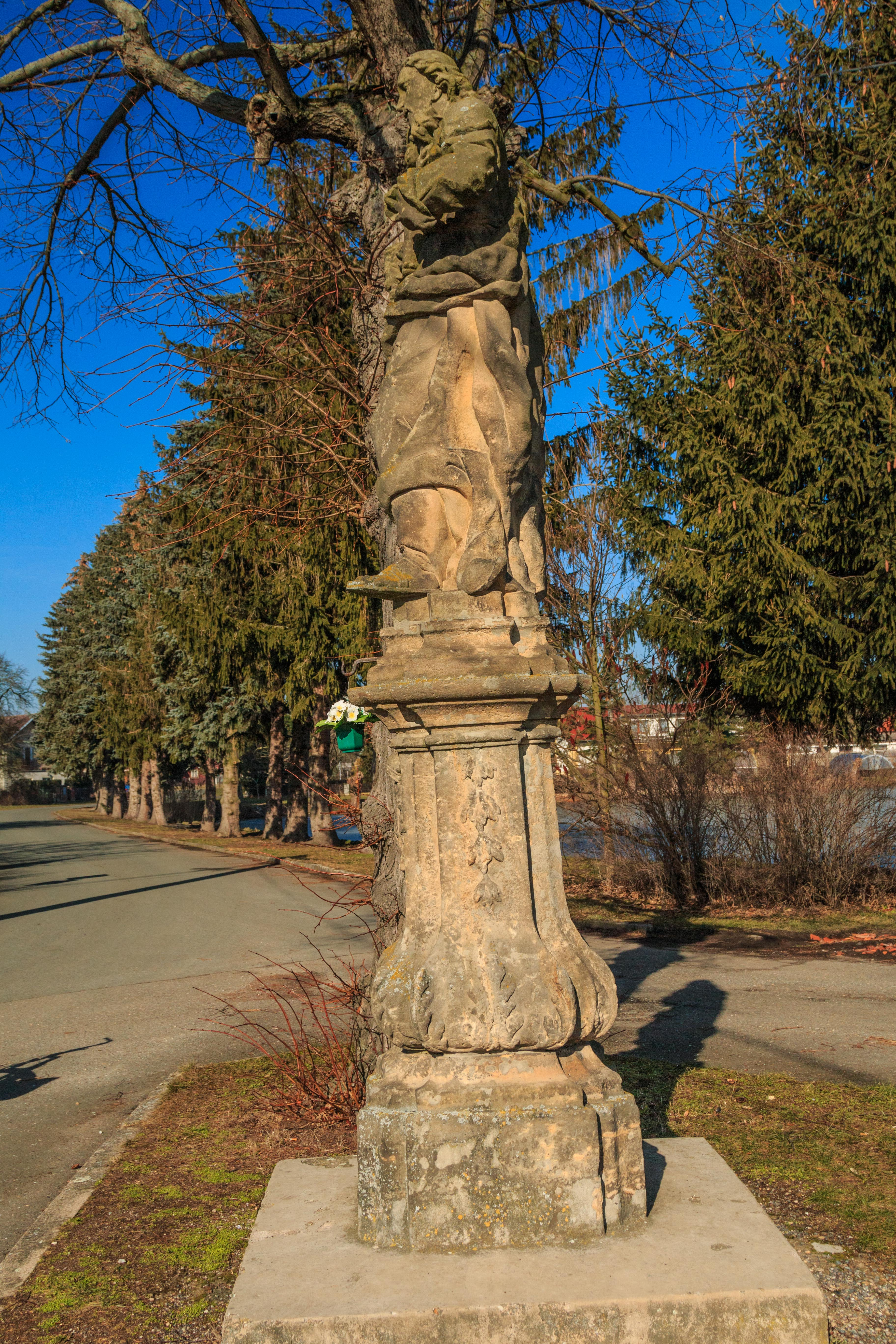
Sloup se sochou svatého Josefa s Ježíškem v Barchově